# Micropterix facetella
Micropterix facetella là một loài bướm đêm thuộc họ Micropterigidae. Nó được Zeller mô tả năm 1851. Loài này có ở Croatia và Slovenia.